# Abdelkader Hachlaf
Pour les articles homonymes, voir Hachlaf.
Abdelkader Hachlaf (arabe : عبدالقادر حشلاف), né le 3 juillet 1978, est un athlète marocain, spécialiste des courses de demi-fond. Il est le frère ainé de Halima Hachlaf.

## Biographie
Il remporte la médaille de bronze du 1 500 m lors des Championnats du monde en salle 2003, à Birmingham, devancé par le Français Driss Maazouzi et le Kényan Bernard Lagat. il s'adjuge par ailleurs deux médailles lors des Championnats d'Afrique : le bronze sur 1 500 m en 2002 et l'argent sur 3 000 m steeple en 2006.
Il est suspendu deux ans par l'IAAF du 26 avril 2004 au 25 avril 2006 après avoir fait l’objet d'un contrôle positif à la nandrolone.

## Palmarès
| Date | Compétition                    | Lieu           | Résultat | Épreuve                 |
| ---- | ------------------------------ | -------------- | -------- | ----------------------- |
| 2001 | Jeux méditerranéens            | Radès          | 1er      | 1 500 m                 |
| 2001 | Championnats du monde          | Edmonton       | 8e       | 1 500 m                 |
| 2001 | Jeux de la Francophonie        | Ottawa         | 2e       | 1 500 m                 |
| 2002 | Championnats d'Afrique         | Radès          | 3e       | 1 500 m                 |
| 2003 | Championnats du monde en salle | Birmingham     | 3e       | 1 500 m                 |
| 2003 | Championnats du monde de cross | Avenches       | 3e       | Cross court par équipes |
| 2003 | Championnats du monde          | Paris          | 13e      | 3 000 m steeple         |
| 2003 | Jeux mondiaux militaires       | Catane         | 1er      | 1 500 m                 |
| 2006 | Championnats d'Afrique         | Bambous        | 2e       | 3 000 m steeple         |
| 2007 | Jeux panarabes                 | Le Caire       | 1er      | 5 000 m                 |
| 2007 | Jeux panarabes                 | Le Caire       | 1er      | 3 000 m steeple         |
| 2011 | Jeux mondiaux militaires       | Rio de Janeiro | DQ       | 3 000 m steeple         |

### Records
| Épreuve | Épreuve   | Performance   | Lieu       | Date            |
| ------- | --------- | ------------- | ---------- | --------------- |
| 1 500 m | Plein air | 3 min 33 s 59 | Bruxelles  | 24 août 2001    |
| 1 500 m | Salle     | 3 min 37 s 61 | Birmingham | 20 février 2004 |